# Domicil Real Estate Group
Die Domicil Real Estate Group ist ein deutsches Immobilien- und Investmenthaus mit Sitz in München. Der Fokus des Unternehmens mit rund 130 Mitarbeitern liegt auf dem deutschlandweiten An- und Verkauf von Wohnimmobilien. Das Unternehmen erwirtschaftete 2022 einen Umsatz von 166 Millionen Euro.

## Geschichte
Das Unternehmen wurde 2009 von Khaled Kaissar, der heute als Aufsichtsratsmitglied fungiert, in München gegründet und ist seitdem als Immobiliendienstleister und -händler tätig. Im Jahr 2013 begann die Domicil Real Estate GmbH erstmals innerhalb Deutschlands zu expandieren und erwarb ein erstes bundesweites Immobilienportfolio mit insgesamt rund 1.800 Wohn- und Gewerbeeinheiten.
Ab dem Jahr 2018 baute die Domicil den Geschäftsbereich des Asset- und Investment-Managements für Dritte aus. Daraufhin gewann die Domicil 2018 das Investment- und Asset-Management-Mandat der größten dänischen Pensionskasse PFA für den deutschen Wohnimmobilienmarkt. In einer ersten Transaktion wurde für die PFA das Century-Portfolio (Investitionsvolumen von ca. 750 Millionen Euro) erworben. Die 31 Wohnanlagen mit mehr als 3.100 Wohn- und Gewerbeeinheiten an 15 bundesweiten Standorten stellten einen der größten Wohnimmobilienportfolio-Deals in Deutschland im Jahr 2018 dar.
2019 vollzog die Domicil den Formwechsel von einer GmbH zu einer Aktiengesellschaft mit dem Ziel einer möglichen Börsennotierung. Am 16. Oktober 2019 wurde bekannt, dass die Domicil die angestrebte Notierung an der Frankfurter Wertpapierbörse aufgrund des ungünstigen Kapitalmarktumfelds auf unbestimmte Zeit verschiebt.
Im Jahr 2020 beteiligte sich die Versicherungsgruppe „die Bayerische“ im Rahmen einer Kapitalerhöhung an der Domicil Real Estate AG.
Ende 2020 gab die Domicil Real Estate AG den ersten Ankauf im Bereich Mikrowohnen bekannt. Für die dänische Pensionskasse PFA wurde ein Mikroapartment-Portfolio mit mehr als 1.480 Wohneinheiten in 13 Objekten im gesamten Bundesgebiet erworben. Die Portfoliotransaktion stellte einen der größten Mikroapartment-Deals der deutschen Geschichte dar.
Neben „der Bayerischen“ gab Ende 2020 auch der Konzern Versicherungskammer, der größte öffentliche Versicherer Deutschlands, seine Beteiligung an der Domicil Real Estate AG bekannt. Im Mai 2022 erwarb der Unternehmensberater Roland Berger über seine Beteiligungsgesellschaft Roland Berger Industries GmbH einen Anteil am Aktienkapital der Domicil Real Estate AG.
Im Juli 2022 beteiligte sich zudem die Donner & Reuschel AG an der Domicil Real Estate AG, mit der die langjährige Partnerschaft in den Bereichen Finanzierung, Kapitalmarktbegleitung und Transaktionsmanagement weiter vertieft wurde.
2023 konnte die Domicil Real Estate AG ein weiteres Asset-Management-Mandat gewinnen. Für die ZAR Real Estate Holding verwaltet die Domicil seitdem einen Immobilienbestand über 650 Wohneinheiten.
Im August 2023 zog sich Gründer und Vorstandsvorsitzender Khaled Kaissar aus dem operativen Geschäft zurück. Der vormalige Aufsichtsratsvorsitzende Klaus Schmitt fungiert seither als Vorstandsvorsitzender und bildet mit Co-CEO Daniel Preis den Vorstand.

## Geschäftsmodell
Als Investment- und Immobiliendienstleister liegt der Fokus der Domicil Real Estate AG auf dem An- und Verkauf sowie der sogenannten Aufteilung von Wohnimmobilien und ihrem Weiterverkauf als Eigentumswohnungen an Mieter, Eigennutzer und Kapitalanleger. Überdies verkauft die Domicil Einzelobjekte und Wohnportfolios an Family Offices und institutionelle Investoren. Für Dritte erbringt die Domicil zudem Service-Leistungen wie Fonds-, Investment- und Asset-Management.

## Unternehmensstruktur
Die Domicil ist eine Aktiengesellschaft (kurz AG) und im Handelsregister des Amtsgerichts München eingetragen.
Der Vorstand der Domicil Real Estate Group besteht aus zwei Mitgliedern: Klaus Schmitt ist Vorstandsvorsitzender der Domicil, Daniel Preis ist Co-CEO.
Der Aufsichtsrat setzt sich aus insgesamt drei Mitgliedern zusammen. Vorsitzender des Aufsichtsrats ist Georg Erdmann, stellvertretendes Mitglied ist Lars Lüdemann. Den Aufsichtsrat komplettiert Khaled Kaissar, Unternehmensgründer und ehemaliger Vorstandsvorsitzender.